# 佐久間あすか
佐久間 あすか（さくま あすか、1981年5月27日 - ）は、日本のフリーアナウンサー。

## 経歴
- 千葉県佐倉市出身。血液型A型。
- 2000年千葉県立船橋高等学校卒業。
- 2005年早稲田大学政治経済学部経済学科卒業後、四国放送入社。
- 2008年4月1日～2011年3月31日 テレビ大阪契約アナウンサー。
- 2011年10月1日～ 日経CNBCキャスター。

## 主な出演番組

### 四国放送
- おはようとくしま

### テレビ大阪
- ニュースBIZ（メインキャスター）
- おとな旅あるき旅（ナレーション）
- ワールドビジネスサテライト 列島ライブin大阪（2009年11月27日）（テレビ東京・TXN系列他）

### 日経CNBC
- 昼エクスプレス - メインキャスター

### BSジャパン
- 日経みんなの経済教室（生徒=進行役）